# As-Salih Ismaïl al-Malik
As-Salih Ismail al-Malik (1163 † 1181) est un émir zengide de Damas en 1174 et un émir d'Alep de 1174 à 1181. Il est l'unique fils de Nour ad-Din Mahmûd, émir de Damas, d'Alep et de Mossoul.

## Biographie
Durant son enfance, les soldats de son père, commandés par Shirkuh combattent les Francs du roi Amaury Ier de Jérusalem pour le contrôle de l'Égypte. C'est finalement Sirkuh qui l'emporte, mais il meurt peu après, le 23 mars 1169. Al-‘Adîd, le calife fatimide du Caire, nomme alors Saladin, neveu de Shirkuh, comme vizir. Dans les années qui suivent, Saladin commence à montrer des velléités d'indépendance vis-à-vis de Nur ad-Din, lequel organise une expédition pour le soumettre, mais meurt à Damas le 15 mai 1174. Quelque temps plus tard, c'est le roi Amaury Ier qui meurt à son tour, laissant le trône à son fils mineur et lépreux.
Sayf ad-Dîn Ghâzî II, cousin d'As-Salih s'empare de Mossoul qu'il tenait avant que son oncle Nur ad-Din ne s'en empare. À Damas, l'émir Ibn al-Muqaddam garde l'enfant sous son contrôle et prend le pouvoir à Damas, tandis qu'un autre émir, Ibn al-Dayâ gouverne Alep. Un troisième émir, Gümüshtekîn prend d'As-Salih et l'emmène à Alep, où il écarte Ibn al-Dayâ. Ibn al-Muqaddam et les autres émirs à Damas prennent peur et font appel à Sayf ad-Dîn Ghâzî, à qui ils offrent l'émirat de Damas, mais ce dernier décline la proposition. Ils font alors appel à Saladin et lui livre la ville (27 novembre 1174). Saladin affirme alors qu'il n'est en Syrie que pour protéger As-Salih et, prend Homs (10 décembre 1174), Hama (28 décembre 1174) et marche sur Alep. Mais la ville résiste et les émirs font appel aux Francs et aux nizarites, qui obligent Saladin à lever le siège.
À deux reprises encore, les zengides, sous la conduite de Sayf ad-Dîn Ghâzî, tentent de chasser Saladin de Syrie, mais ils sont battus à Qurûn Hamâ (23 avril 1175), puis à Tell al-Sultân (22 avril 1176). Il meurt au mois de redjab en 576 après l'Hégire, c'est-à-dire en novembre ou en décembre 1181. N'ayant ni fils ni frère, son cousin germain, `Imad ad-Dîn Zengi, frère de Sayf ad-Dîn Ghâzî mort l'année précédente, lui succède.

### Sources
- René Grousset, Histoire des croisades et du royaume franc de Jérusalem - II. 1131-1187 L'équilibre, Paris, Perrin, 1935 (réimpr. 2006), 1013 p.
- Amin Maalouf, Les Croisades vues par les Arabes, J’ai lu, 1983 (ISBN 978-2-290-11916-7)